# Zapata (fotografía)
La zapata caliente (por su nombre en inglés "Hot shoe") es una montura-conexión ubicada en la parte posterior de la mayoría de cámaras réflex y cámaras DSLR.
Comúnmente es utilizada por fotógrafos para colocar un flash externo, pero también es utilizada para colocar receptores de audio de micrófonos tipo solapa, o paneles de led.